# Ngapus
Ngapus is een bestuurslaag in het regentschap Blora van de provincie Midden-Java, Indonesië. Ngapus telt 2009 inwoners (volkstelling 2010).